# Manège de Saint-Pétersbourg
Le Manège de Saint-Pétersbourg  est un édifice de style néoclassique situé à Saint-Pétersbourg au no 1 de la place Saint-Isaac du côté ouest de la cathédrale Saint-Isaac et construit entre 1803 et 1807. Il a été conçu par Giacomo Quarenghi de façon à évoquer le Parthénon.

## Historique et description
C'était autrefois le manège de l'école d'équitation pour les officiers du régiment de la garde à cheval. 
Les Dioscures, des statues ornant l'entrée, montrent Castor et Pollux tenant des chevaux cabrés. Les statues originales sont situées près de l'obélisque du Quirinal à Rome. Son fronton à la grecque est soutenu par un portique octostyle de colonnes doriques.
Après la révolution russe, le bâtiment a été rénové pour servir de garage pour le NKVD. Depuis 1977, il sert de salle d'exposition pour la ville.